# Diamantino Miranda
Diamantino Miranda (Moita, Setúbal, Portugal; 3 de agosto de 1959) es un exfutbolista y entrenador que jugaba en la posición de centrocampista. Actualmente es el entrenador del Liga Desportiva de Maputo de Mozambique.

## Carrera

### Club
Inicío su carrera en 1976 con el Vitória Setúbal donde anotó un gol en 14 partidos en la única temporada en la que estuvo en el club. En 1977 firma con el SL Benfica, donde solo jugó nueve partidos y anotó dos goles en cuatro años, siendo cedido a préstamo al Amora FC en 1980, jugando más partidos en donde anotó tres goles en 20 partidos.
En 1981 pasa al Boavista FC donde jugó 28 partidos y anotó ocho goles en su única temporada en el club. Regresa al SL Benfica, en una etapa bastantediferente ya que se convirtió en uno de los jugadores clave del club durante los años 1980 ya que jugó 204 partidos y anotó 52 goles, ayudó al club a ganar el título de liga en cuatro ocasiones, ganó la Copa de Portugal cinco veces y la supercopa dos veces, y también ayudó a llegar a la final de la Liga de Campeones de la UEFA en dos ocasiones y de la Copa de la UEFA 1982-83, perdiendo todas ellas.
En 1990 regresa al Vitória Setúbal con el que juega 69 partidos y anota 11 goles, equipo en el que se retiraría en 1993 a los 34 años.

### Selección nacional
Jugó en todas las selecciones menores de Portugal desde 1976 a partir de la categoría sub-16, incluyendo la Copa Mundial de Fútbol Juvenil de 1979 disputada en Japón en la que participó en tres partidos.
Con la selección mayor jugó de 1981 a 1986 en 22 partidos y anotó 5 goles, haciendo su debut el 18 de noviembre de 1981 en la victoria por 2–1 ante Escocia por la clasificación de UEFA para la Copa Mundial de Fútbol de 1982. Formó parte de los equipos que participaron en la Eurocopa 1984 y la Copa Mundial de Fútbol de 1986; donde el 11 de julio de 1986anotó el gol en la derrota por 1–3 en la fase de grupos ante Marruecos, el que fue su último partido con la selección nacional.

### Entrenador
| Periodo   | Club                      |
| --------- | ------------------------- |
| 1994      | Vitória Setúbal           |
| 1995      | CD Beja                   |
| 1995–1997 | SC Campomaiorense         |
| 1998      | Gil Vicente FC            |
| 1998–2000 | FC Felgueiras             |
| 2001      | SC Campomaiorense         |
| 2003      | Vitória Setúbal           |
| 2003–2005 | FC Felgueiras             |
| 2005–2006 | Portimonense SC           |
| 2007      | Varzim SC                 |
| 2007–2008 | SC Olhanense              |
| 2008–2009 | SL Benfica (asistente)    |
| 2009–2010 | SL Benfica B              |
| 2010      | CD Fátima                 |
| 2012–2013 | CD Costa do Sol           |
| 2019–     | Liga Desportiva de Maputo |

## Logros

### Jugador
Benfica
- Primeira Divisão (4): 1982–83, 1983–84, 1986–87, 1988–89[14]
- Taça de Portugal (5): 1979–80, 1982–83, 1984–85, 1985–86, 1986–87[15]
- Supertaça Cândido de Oliveira (2): 1985, 1989[15]

### Entrenador
Campomaiorense
- Segunda Liga (1): 1996–97